# Anders Birger Bohlin
Anders Birger Bohlin (Uppsala, ... – Borlänge, 28 novembre 1990) è stato un paleontologo svedese.
Bohlin ha partecipato nel 1927 e 1928 agli scavi che furono effettuati a Zhoukoudian, dove scoprì un premolare di quello che poi fu chiamato l'Uomo di Pechino.
Dal 1929 al 1933 partecipò a spedizioni paleontologiche in varie regioni della Cina. In seguito tornò in Svezia andando ad insegnare all'Università di Uppsala.

## Riconoscimenti
Gli è stato dedicato, assieme a Michael Crichton, una specie di dinosauro, il Crichtonsaurus Bohlini.